# Numb (singolo Dotan)
Numb è un singolo del cantante olandese Dotan, pubblicato il 29 maggio 2019 come primo estratto dal primo EP omonimo.

## Tracce
1. Numb – 3:39 (testo: Dotan Harpenau, Neil Ormandy – musica: Tim Randolph)

## Successo commerciale
In Italia il brano è stato il 27º più trasmesso dalle radio nel 2020.

## Classifiche

### Classifiche settimanali
| Classifica (2019-21) | Posizione massima |
| -------------------- | ----------------- |
| Belgio (Fiandre)     | 56                |
| Italia               | 82                |
| Paesi Bassi          | 86                |
| Polonia              | 1                 |
| Russia               | 2                 |
| Svizzera             | 98                |
| Ucraina              | 5                 |

### Classifiche di fine anno
| Classifica (2020) | Posizione |
| ----------------- | --------- |
| Polonia           | 10        |
| Russia            | 12        |
| Ucraina           | 58        |
| Classifica (2021) | Posizione |
| Russia            | 27        |
| Ucraina           | 2         |
| Classifica (2022) | Posizione |
| Ucraina           | 45        |
| Classifica (2024) | Posizione |
| Bielorussia       | 186       |

## Date di pubblicazione
| Paese  | Data            | Formato                | Etichetta | Nota   |
| ------ | --------------- | ---------------------- | --------- | ------ |
| Italia | 24 gennaio 2020 | Contemporary hit radio | Energy    | [ 19 ] |